# Dieter Dennig
Dieter Dennig (* 3. August 1946 in Tettnang, Bodenseekreis) ist ein deutscher Neurologe und Epileptologe.

## Leben
Nach dem Studium (bis 1971) in Tübingen, Hamburg und Glasgow absolvierte Dennig seine Facharztweiterbildung in der Neurologischen Klinik am Bürgerhospital in Stuttgart, wo er anschließend von 1976 bis 1986 Oberarzt war. Danach ließ er sich als Neurologe in Stuttgart-Bad Cannstatt nieder, seit 2003 mit der Anerkennung als Schwerpunktpraxis für Epileptologie.

## Werk
Dennig war u. a. von 1986 bis 2008 Schatzmeister und Vorstandsmitglied der Deutschen Gesellschaft für Epileptologie (DGfE). Seit 1998 hat er regelmäßig MOSES-Seminare (Epilepsieschulungen für Betroffene und Angehörige) durchgeführt, an dessen Aktualisierung er aktiv mitgewirkt hat.
Er ist u. a. Ko-Autor verschiedener Stellungnahmen der DGfE, u. a. zu Generika oder zum Einsatz von Valproat bei Frauen und auch der Leitlinien der Deutschen Gesellschaft für Neurologie zum ersten epileptischer Anfall und zu Epilepsien im Erwachsenenalter.

## Auszeichnungen
- 2016: Ehrenmitgliedschaft Deutsche Gesellschaft für Epileptologie[5]